# Дмуховський Юрій Юрійович
Юр́ій Ю́рійович Дмухо́вський — майор Збройних сил України, учасник російсько-української війни, який відзначився  під час російського вторгнення в Україну. Повний лицар ордена Богдана Хмельницького.
Станом на 2010 рік — військовий льотчик 1-го класу, заступник командира ескадрильї 3-го окремого полку армійської авіації.

## Нагороди
- Орден Богдана Хмельницького I ст. (2 серпня 2024) — за особисту мужність, виявлену у захисті державного суверенітету та територіальної цілісності України, самовіддане виконання військового обов’язку[2];
- Орден Богдана Хмельницького II ст. (2 травня 2022) — за особисту мужність і самовіддані дії, виявлені у захисті державного суверенітету та територіальної цілісності України, вірність військовій присязі[3];
- Орден Богдана Хмельницького III ст. (27 червня 2015) — за особисту мужність і високий професіоналізм, виявлені у захисті державного суверенітету та територіальної цілісності України, вірність військовій присязі[4]